# Максимовка (Пензенская область)
Максимовка — село в Каменском районе Пензенской области Российской Федерации, входит в состав Первомайского сельсовета.

## География
Село расположено на берегу реки Малый Атмис в 12 км на юго-запад от райцентра города Каменки.

## История
Поселена между 1710 и 1718 гг. в составе Завального стана Пензенского уезда помещиками Василием Максимовичем и Карпом Борисовичем Пестрово как д. Пестровка. В 1747 г. – д. Пестровка Завального стана Пензенского уезда вдовы Марфы Даниловны Бобарыкиной (22 ревизских души – наследство от двоюродного брата Якова Карповича Пестрова) и подполковника Никифора Юрьевича Приклонского (15 душ – наследство от того же Я.К. Пестрова), всего 37 ревизских душ. В 1774 г. отряд пугачевцев повесил в селе приказчика. С 1780 г. в составе Чембарского уезда Пензенской губернии. В 1782 г. село Троицкое, Пестровка тож, и деревня Левашовка, Петра Ивановича Левашова, Екатерина Николаевны Приклонской, 106 дворов, всей дачи – 4885 десятин, в том числе усадебной земли – 50, пашни – 3477, сенных покосов – 692, леса – 422. Село показано «по обе стороны речки Малого Атмиса и озера безымянного; в селе церковь Живоначальной Троицы, каменная, дом господский деревянный. На речке мельница об одном поставе. «Земля – чернозем. Урожай хлеба и травы средствен. Лес строевой, дубовый и осиновый, между коим и дровяной. Крестьяне на оброке и на пашне». В 1785 г. показано за помещиками Петром Ивановичем Левашовым (385 ревизских душ) и Павлом Платоновичем Растрыгиным (30). В 1779 г. построена каменная Троицкая церковь, в 1892 г. перестроена. В 1896 г. село Троицкое (Пестровка и Максимовка), волостной центр, 219 дворов, земская школа, при селе хутор Немировского, 21 двор (21 муж. и 29 жен.). В середине 19 века – базарное село. В 1911 г. – центр Троицкой волости Чембарского уезда, 2 крестьянских общества, 268 дворов, церковь, земская школа, паровая и водяная мельницы, 7 ветряных, 2 кузницы, 2 лавки. 
С 1928 года село Троицкое являлось центром сельсовета Каменского района Пензенского округа Средне-Волжской области (с 1939 года — в составе Пензенской области). В 1955 г. – в составе Владыкинского сельсовета, центральная усадьба колхоза «Сталинский путь». В 1980-е годы село Максимовка в составе Первомайского сельсовета. 

## Население
| 1782 | 1864  | 1897  | 1911  | 1926  | 1930  | 1939  |
| ---- | ----- | ----- | ----- | ----- | ----- | ----- |
| 816  | ↗1052 | ↗1480 | ↗1734 | ↘1529 | ↘1458 | ↘1200 |
| 1959 | 1979  | 1989  | 2002  | 2010  |       |       |
| ↘477 | ↘293  | ↘244  | ↘217  | ↘183  |       |       |

## Достопримечательности
В селе расположена недействующая Церковь Троицы Живоначальной (1892).